# Dorcadion lohsei
Dorcadion lohsei là một loài bọ cánh cứng trong họ Cerambycidae.